# Ge Fei
Ge Fei (chiń. upr. 格非; pinyin Gé Fēi; ur. w 1964 r. w Dantu, Jiangsu) – chiński pisarz, uważany za jednego z najwybitniejszych przedstawicieli literatury awangardowej przełomu lat 80. i 90. XX wieku. Ge Fei to pseudonim literacki, jego właściwe imię to Liu Yong (刘勇).
Ge Fei jest członkiem Stowarzyszenia Pisarzy Chińskich (chiń. 中国作家协会; pinyin Zhōngguó Zuòjiā Xiéhuì) oraz profesorem Wydziału Języka Chińskiego Uniwersytetu Tsinghua (清华大学) w Pekinie.
Jego powieści były tłumaczone m.in. na języki angielski, francuski, japoński i włoski.

## Życiorys
W 1985 roku ukończył studia na Wydziale Języka i Literatury Chińskiej na Wschodniochińskim Uniwersytecie Pedagogicznym (华东师范大学) w Szanghaju, a następnie pozostał na uniwersytecie jako wykładowca. W 2000 roku uzyskał tytuł doktora współczesnej literatury chińskiej i rozpoczął pracę na Uniwersytecie Tsinghua, gdzie naucza przedmiotów takich jak tematyka literatury współczesnej, lektura tekstów klasycznych czy pisanie literackie. Swoje pierwsze opowiadanie Pamięci Pana Wu You (追忆乌攸先生) wydał w 1986 roku. Rok później wydał utwór pt. Zaginiona łódź (迷舟), który przyniósł mu rozgłos.

## Twórczość
Ge Fei razem z autorami Yu Hua, Su Tong, Sun Ganlu i Bei Chun nazywani są pionierami w dziedzinie chińskiej literatury awangardowej. Wypracował styl pisania przypominający konstrukcję labiryntu, która przez krytyków określana jest jako „dziwny krąg narracji”, a jego twórczość nosi znamiona myśli abstrakcyjnej, dlatego bywa nazywany „chińskim Borgesem”. Jednocześnie w pisarstwie Ge Fei obecne są pewne wpływy chińskich tradycji lirycznych i metafizycznych, delikatnie dobrany język, niespieszny sposób narracji.
W krótkiej autobiografii napisał: „Pisanie fikcji stanowi ważną część mojego codziennego życia, daje mi prywatną przestrzeń, w której mogę być wolny, oraz możliwość odtworzenia płynącego z rzeczywistości i wspomnień, trudnego do opisania doświadczenia. Kiedy piszę, upływ czasu wypełnia mnie spokojem i ukojeniem”.

## Nagrody i wyróżnienia
- 2015.08. IX Nagroda Literacka im. Mao Duna za Trylogię Jiangnanu (江南三部曲)[7]

- 2017.05. I Nagroda Literacka Jingdong za Patrząc na wiosenny wiatr (望春风)

- 2019.08. VII Nagroda Literacka Huacheng w Kategorii Komentarz za Wyobrażenie czytelnika i wykorzystanie doświadczenia (想象读者与处理经验)[8]

## Publikacje

### Powieści
- 江南三部曲 Trylogia Jiangnanu: 人面桃花 (2004). Piękna jak twarz brzoskwini, przetłumaczona na ang. jako Peach Blossom Paradise przez Canaana Morse’a; 山河入梦 (2007). Sen gór i rzek; 春尽江南 (2012). Jingnan w pełni wiosny.
- 隐身衣 (2016). Szafa niewidzialności, przetłumaczona na ang. jako The Invisibility Cloak przez Canaana Morse’a.
- 敌人 (1991). Wróg.
- 边缘 (1993). Krawędź.

### Nowele
- 褐色鸟群 (1989). Stado brązowych ptaków, przetłumaczona na ang. jako Flock of Brown Birds przez Poppy Toland.
- 迷舟 (1987). Zaginiona łódź, przetłumaczona na ang. jako The Lost Boat przez Caroline Mason.
- 风琴 (1995). Organy.
- 雨季的感觉 (1994). Uczucia sezonu deszczowego.
- 锦瑟 (1990). Haftowana harfa.
- 相遇 (1999). Spotkanie.

### Opowiadania
- 追忆乌攸先生 (1986). Pamięci Pana Wu You, przetłumaczone na ang. jako Remembering Mr Wu You przez Howarda Goldblatta.
- 凉州词 (1995). Pieśni z Liangzhou, przetłumaczone na ang. jako Song of Liangzhou przez Davida Haysoma oraz Song of Liangzhou przez Charlesa Laughlina.
- 初恋 (1995). Pierwsza miłość.
- 戒指花 (2007). Kwiat-pierścień.
- 马玉兰的生日礼物 (1999). Prezent urodzinowy Ma Yulan, przetłumaczone na ang. jako Ma Yulan’s Birthday Present przez Canaana Morse’a.
- 蒙娜丽莎的微笑 (2010). Uśmiech Mona Lisy, przetłumaczone na ang. jako Mona Lisa’s Smile przez Jima Weldona.
- 青黄 (1987). Zielono-żółty, przetłumaczone na ang. jako Green Yellow przez Evę Shan Chou.